# Parnac, Indre

Parnac este o comună în departamentul Indre, Franța. În 1 ianuarie 2022 avea o populație de 511 de locuitori.